# دولنی لوکاویتسه
دولنی لوکاویتسه (به چکی: Dolní Lukavice) یک منطقهٔ مسکونی در جمهوری چک است که در Plzeň-South District واقع شده‌است. دولنی لوکاویتسه ۱۸٫۷۳ کیلومتر مربع مساحت و ۸۱۵ نفر جمعیت دارد و ۳۵۵ متر بالاتر از سطح دریا واقع شده‌است.